# Pimus iviei
Pimus iviei är en spindelart som beskrevs av Robin Ernest Leech 1972. Pimus iviei ingår i släktet Pimus och familjen mörkerspindlar. Inga underarter finns listade i Catalogue of Life.